# Tsukuba

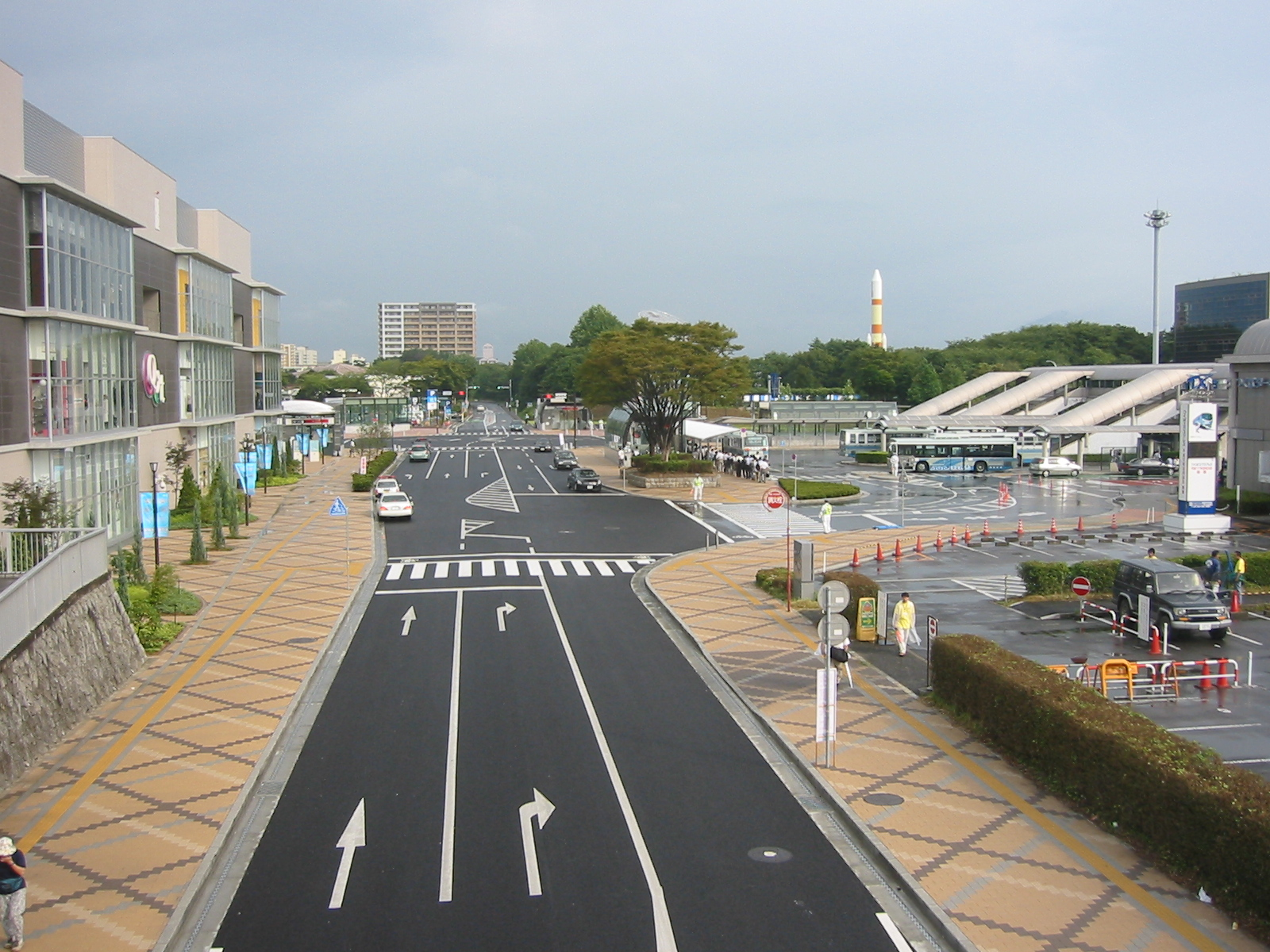
centro de Tsukuba

Tsukuba (つくば市 -shi) é uma cidade japonesa localizada na província de Ibaraki.
Em 2020 a cidade tinha uma população estimada em 241 656 habitantes e uma densidade populacional de 851,7 h/km². Tem uma área total de 283,7 km2.
Recebeu o estatuto de cidade a 30 de Novembro de 1987.